# Tipula dampfiana
Tipula dampfiana är en tvåvingeart som beskrevs av Alexander 1946. Tipula dampfiana ingår i släktet Tipula och familjen storharkrankar. Inga underarter finns listade i Catalogue of Life.